# I'm Leaving It All Up to You
I'm Leaving It All Up to You es el primer álbum de estudio del dúo Donny & Marie Osmond. Fue publicado en agosto de 1974 a través de MGM Records.

## Antecedentes
Donny se había hecho popular por primera vez cantando en un grupo musical con sus hermanos, The Osmonds, y Marie fue una de las cantantes más jóvenes en alcanzar el número uno en las listas de música country de Billboard (con «Paper Roses», en 1973). En 1974, Donny estaba en el estudio grabando la canción «I'm Leaving It All Up to You», pero tenía dificultades para alcanzar sus notas más altas. Después de que Marie entró para cantar la armonía, la canción comenzó a lanzar la carrera discográfica colaborativa de los hermanos.

## Grabación y contenido
Las sesiones de grabación del álbum tuvieron lugar en Kolob Recording Studios, en Provo, Utah. Mike Curb produjo el álbum mientras que Ed Greene se desempeñó como ingeniero de audio. I'm Leaving It All Up to You contenía diez canciones. El productor Curb compuso dos temas: «Take Me Back Again» y «A Day Late and a Dollar Short». Una selección de canciones del álbum fueron versiones de viejos éxitos. Entre ellos estaba «It Takes Two», que fue grabada originalmente por Marvin Gaye y Kim Weston. Un segundo fue «Let It Be Me»; aunque fue grabada por primera vez por Gilbert Bécaud en 1955, fue un éxito para The Everly Brothers en 1960 en los Estados Unidos, donde alcanzó el puesto número 7 en el Hot 100. También se incluyó «Morning Side of the Mountain» de Tommy Edwards y «True Love» de Cole Porter.

## Recepción de la crítica
Un escritor no especificado de Record World le otorgó el certificado de “Hit of the Week”, y calificó el álbum como “sorprendente”.

## Lista de canciones
| Lado uno |                                     |                             |                |          |  |
| N.º      | Título                              | Escritor(es)                | Arreglista(s)  | Duración |  |
| 1.       | «I'm Leavin' It (All) Up to You»    | Don Harris Dewey Terry, Jr. | Tommy Oliver   | 2:51     |  |
| 2.       | «Take Me Back Again»                | Mike Curb                   | Oliver         | 2:49     |  |
| 3.       | «A Day Late and a Dollar Short»     | Mack David Curb             | Lyle Ritz      | 2:17     |  |
| 4.       | «Everything Good Reminds Me of You» | Harley Hatcher              | Jimmie Haskell | 2:10     |  |
| 5.       | «Gone»                              | Smokey Rogers               | Oliver         | 2:50     |  |

| Lado dos |                                |                                            |               |          |  |
| N.º      | Título                         | Escritor(es)                               | Arreglista(s) | Duración |  |
| 1.       | «Morning Side of the Mountain» | Dick Manning Larry Stock                   | H. B. Barnum  | 3:00     |  |
| 2.       | «True Love»                    | Cole Porter                                | Barnum        | 3:17     |  |
| 3.       | «It Takes Two»                 | William Stevenson Sylvia Moy               | Barnum        | 2:48     |  |
| 4.       | «The Umbrella Song»            | Michael Lloyd                              | Haskell       | 3:22     |  |
| 5.       | «Let It Be Me»                 | Gilbert Bécaud Manny Curtis Pierre Delanoë | Oliver        | 3:09     |  |

## Posicionamiento
| Gráfica (1974)                            | Pico de posición |
| ----------------------------------------- | ---------------- |
| Canadá (RPM Top Albums)                   | 33               |
| Estados Unidos (Billboard Top LPs & Tape) | 35               |
| Reino Unido (Record Mirror Top Fifty)     | 14               |

## Certificaciones y ventas
| País                                                     | Certificación | Ventas   |
| -------------------------------------------------------- | ------------- | -------- |
| Estados Unidos (RIAA)                                    | Oro           | 500 000* |
| Reino Unido (BPI)                                        | Plata         | 75 000*  |
| *cifras de ventas basadas únicamente en la certificación |               |          |